# 内郷内町
内郷内町（うちごう うちまち）は、福島県いわき市の大字である。郵便番号は973-8404。

## 地理
いわき市中央部の内郷地区に属する。北で内郷宮町、内郷高坂町、東で内郷綴町、南から西にかけ内郷白水町とそれぞれ隣接する。概ね町村制施行以前の磐前郡内町村の流れを汲む地域である。二級水系夏井川水系新川左岸域と支流の宮川下流域を主な範囲とする。平野部だけでなく、中央部などの隣接する山林も開発され全体的に住宅地が広がり、幹線道路沿いに商業施設が立地する。内郷御厩町内に所在するいわき中央警察署及び内郷高坂町に所在する内郷消防署がそれぞれ管轄にあたる。

### 主な字
字
- 桜本
- 前田
- 水之出
- 磐堰

- 立町
- 金坂
- 堤田
- 駒谷

- 四方北
- 高橋
- 蛭内

### 河川
- 新川（二級水系夏井川水系）
  - 宮川

## 歴史
- 1879年1月27日 - 平藩領内町村が福島県内における郡区町村制の施行により磐前郡の村となる[4]。
- 1889年4月1日 - 町村制の施行により内町村が小島村、御台境村、御厩村、高坂村、宮村、綴村、白水村と合併し、磐前郡内郷村が発足する。旧内町村域は内郷村の大字となる[4]。
- 1896年4月1日 - 磐前郡と周辺郡との合併により石城郡が発足し、石城郡内郷村となる[4]。
- 1942年8月1日 - 内郷村が町制施行し、内郷町の大字となる[4]。
- 1954年7月10日 - 内郷町が市制施行し、内郷市の大字となる[4]。
- 1966年10月1日 - 内郷市が平市・磐城市・常磐市・勿来市、石城郡小川町・遠野町・四倉町・川前村・田人村・好間村・三和村、双葉郡久之浜町・大久村と合併しいわき市となり、いわき市内郷地区の大字となる[4]。

## 世帯数と人口
2023年10月31日現在の世帯数と人口は以下の通りである。
| 大字     | 世帯数   | 人口   |
| -------- | -------- | ------ |
| 内郷内町 | 1045世帯 | 2337人 |

## 小・中学校の学区
市立小・中学校に通う場合、学区は以下の通りとなる。
| 番地                                                            | 小学校               | 中学校                   |
| --------------------------------------------------------------- | -------------------- | ------------------------ |
| 下記を除く全域                                                  | いわき市立高坂小学校 | いわき市立内郷第一中学校 |
| 水之出、磐堰（10～29番地）、 立町、堤田、上馬場                 | いわき市立内町小学校 | いわき市立内郷第一中学校 |
| 桜本、前田、上記を除く磐堰、 金坂（20～69番地、90番地～）、蛭内 | いわき市立内町小学校 | いわき市立内郷第二中学校 |

## 交通

### 鉄道
- JR常磐線（北東端をかすめる）

### 道路
- 福島県道66号小名浜小野線
- 一級市道新町前磐堰線

## 施設
- 福島県立いわき総合高等学校
- いわき市立内町小学校
- 内町公園（内郷山神社跡）
- 市営内町前田団地
- 水ノ出郵便局
- マルト 内郷店
- 清光院
- 諏訪神社